# テニススクール
テニススクール（Tennis school）とは、コーチ（コーチャー）の指導のもとでテニスを行い、上達を図る目的のスポーツ施設である 。近年は多くのスクールで全天候型の冷暖房完備でカーペットを採用したインドアテニスコートが主流になりつつある。

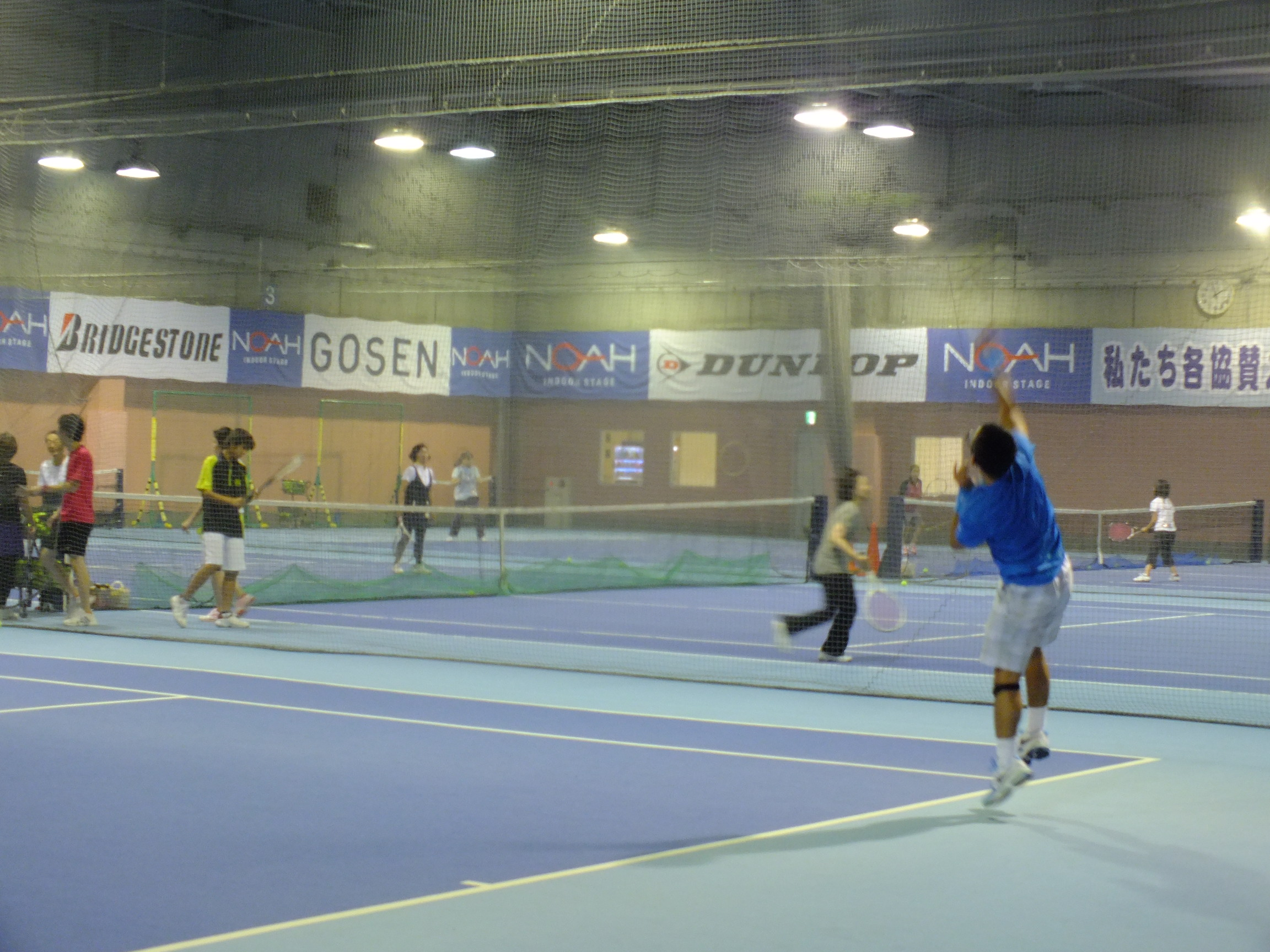
全天候型のインドアコートが主流になってきている。（ノア・インドアステージ）

## レッスン内容
日本のテニススクールの多くは、1ヶ月～3ヶ月を1クールとして設定している。曜日でクラスを分けている場合が多く、月によりレッスン数に違いが出てしまうため、1月1日から3月31日という区切り方ではなく、レッスン数でクールを設定しているところが多い。もっとも多いのは8回の2か月制と12回の3ヶ月制である。この場合、1ヶ月目に5回月曜日があり2ヶ月目、3ヶ月目も4回ずつある場合は、どこかが1回休みになるのがふつうである。
通常60分から90分のレッスン時間を設定し、途中に10-15分の休憩を入れるのがふつうである。レッスンの内容はそれぞれのスクールやレベルによって異なる。レッスンの流れとしては、生徒全員もしくは各コートごとの準備体操から始まり、コーチが当日のテーマなどを話し、球出し練習から入ることが多い。その後、ポイント練習やサーブ練習を経て、試合ができるレベルのクラスではミニゲームやマッチ練習をして終わる。クラスによってはレギュラーメンバーが多く、コーチが生徒の要望を取り入れてレッスン内容を決める場合や、クールの最後の方は生徒が好むゲーム形式のレッスンを増やすクラスもある。また、レベル以外に「実践クラス」「試合強化クラス」などを設定するスクールもある。これらは通常のクラスよりも試合に即したレッスンを多くしているものであり、シングルスとダブルスに分けている場合もある。

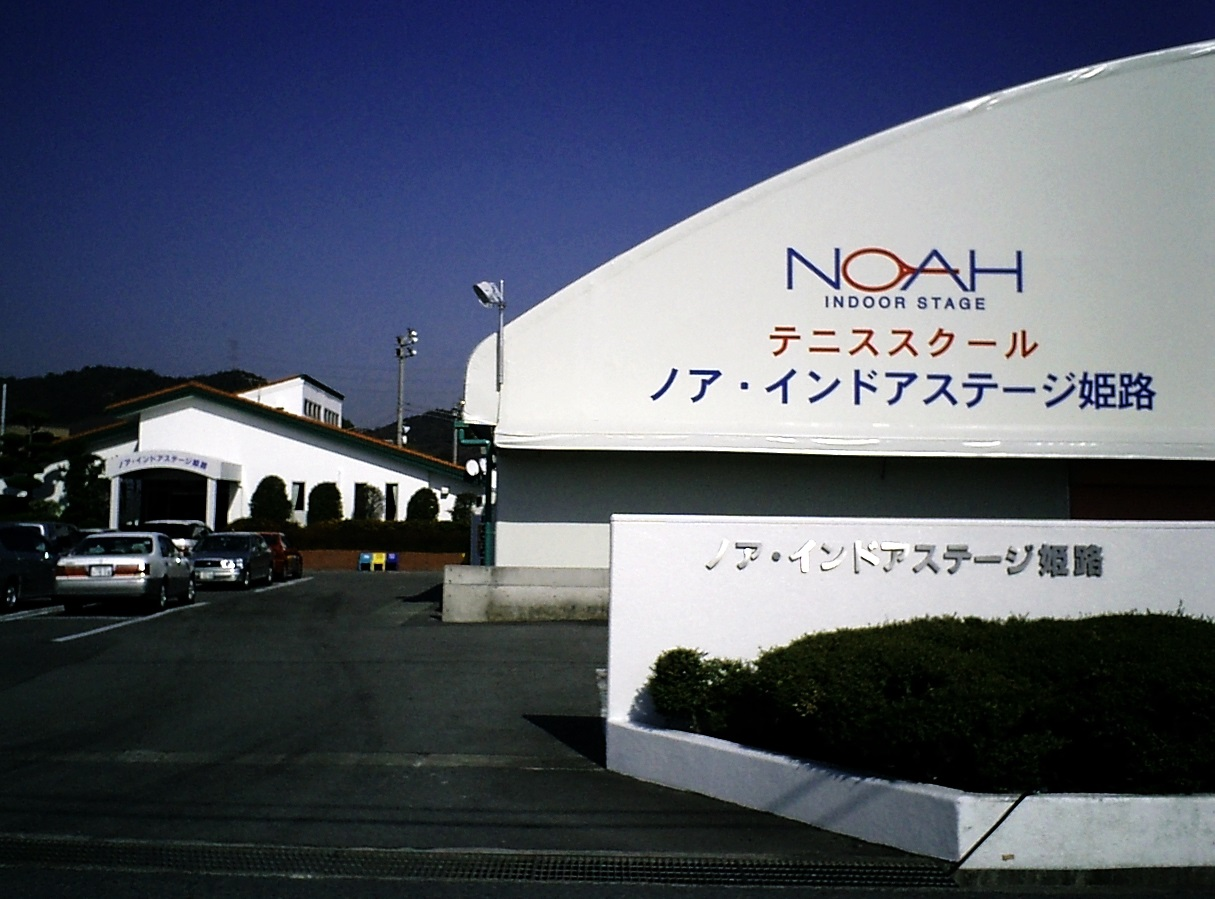
代表的なテニススクールのノアインドアステージ姫路

## レベル
多くのテニススクールでは生徒のレベルに合わせて、クラス分けを行っており、「初心者」から始まり「初級」「初中級」「中級」「中上級」「上級」などで  、呼称はほぼ同じであるが、レベルの決め方はスクールによって幅がある。また生徒の技量の幅によりにより、同じ級でも曜日によって異なっていたりする。また、レベルアップという制度があり、その基準は担当コーチの判断にゆだねられている場合が多い。まれに新設の初心者クラスや生徒の技量レベルが均等の場合などは、クラスごとレベルアップする場合もある。しかし、上級レベルである生徒がクラスの雰囲気を重視し中級レベルにとどまったり、レベルアップしたいが、希望時間帯にクラスがない場合などもある。